# Physical
„Physical” – utwór muzyczny angielskiej piosenkarki Duy Lipy, wydany 31 stycznia 2020 roku nakładem wytwórni Warner Records jako drugi singel promujący jej nadchodzący drugi album studyjny – Future Nostalgia. 
Jest to ósme nagranie wydane przez piosenkarkę, które dotarło do pierwszej dziesiątki notowania UK Singles Chart, a zarazem dziewiąte, które pojawiło się na prestiżowej liście Billboard Hot 100.
Remiks utworu, wykonany z południowokoreańską piosenkarką, Hwasą, został wydany 17 marca 2020 roku.

## Geneza
W listopadzie 2019 roku Lipa wydała „Don’t Start Now”, główny singel zapowiadający krążek Future Nostalgia. Osiągnął on sukces komercyjny docierając na 2. miejsce w Wielkiej Brytanii oraz do pierwszej trójki w Stanach Zjednoczonych, stając się jej najpopularniejszym nagraniem w kraju od dwóch lat, gdy to „New Rules” objęło pozycję 6. na Hot 100 zimą 2018 r. Tytułowy utwór pochodzący z albumu, w tym przypadku jako pierwszy singel promocyjny otrzymał pozytywne opinie od krytyków muzycznych.
20 stycznia 2020 Lipa dodała na swoje oficjalne profile na portalach społecznościowych pierwsze zwiastuny „Physical”, w tym wpisy pochodzące z serwisu Twitter, jak „zapamiętaj znaki...” i „kolejny dzień jest już bliżej”. W ciągu kolejnych dni publikowane były klatki z oficjalnego teledysku wraz z cytowanymi fragmentami tekstu utworu. Jego datę premiery i okładkę ujawniono w piątek, 24 stycznia.

## Kompozycja
Autorami tekstu „Physical” są Lipa, Sarah Hudson, Clarence Coffee Jr (The Monsters and the Strangerz) oraz Jason Evigan, który zajął się jego produkcją wraz ze Stephenem Kozmeniukiem. Jest to trzyminutowy i trzynastosekundowy utwór z pogranicza gatunków synth pop, pop i power pop zainspirowany muzyką disco z lat 80. XX wieku. Według zapisu nutowego dodanego na stronie Musicnotes.com przez Sony/ATV Music Publishing, utwór jest skomponowany w tonacji a-moll i w tempie 148 uderzeń na minutę. Wokal Lipy w piosence ma rozpiętość od E3 do D5.
Rania Aniftos z Billboard opisała „Physical” jako „miłość nie z tego świata do wpadającego w ucho bitu techno”, natomiast sama Lipa jako „piosenkę inspirowaną latami 80. i trochę Flashdance.” Utwór zawiera także interpolację singla Olivii Newton-John z 1981 r. o tej samej nazwie, gdzie piosenkarka śpiewa w jego refrenie: „Całą noc będę z Tobą szaleć / Wiem, że mogę na Ciebie liczyć, a ty wiesz, że ja na Ciebie też / Więc dalej, dalej, dalej / Zaangażujmy się fizycznie”.

## Certyfikaty i sprzedaż
| Kraj                         | Certyfikat          | Sprzedaż   |
| ---------------------------- | ------------------- | ---------- |
| Australia (ARIA)             | 2x platynowa płyta  | 140 000+   |
| Austria (IFPI Austria)       | 2x platynowa płyta  | 60 000+    |
| Belgia (BEA)                 | 2x platynowa płyta  | 80 000+    |
| Brazylia (Pro-Música Brasil) | 2x diamentowa płyta | 320 000+   |
| Dania (IFPI Danmark)         | złota płyta         | 45 000+    |
| Francja (SNEP)               | diamentowa płyta    | 333 333+   |
| Hiszpania (Promusicae)       | 3x platynowa płyta  | 180 000+   |
| Kanada (MC)                  | 3x platynowa płyta  | 240 000+   |
| Niemcy (BVMI)                | platynowa płyta     | 400 000+   |
| Norwegia (IFPI Norge)        | 2x platynowa płyta  | 120 000+   |
| Nowa Zelandia (RMNZ)         | 2x platynowa płyta  | 60 000+    |
| Polska (ZPAV)                | diamentowa płyta    | 250 000+   |
| Portugalia (AFP)             | platynowa płyta     | 10 000+    |
| Stany Zjednoczone (RIAA)     | platynowa płyta     | 1 000 000+ |
| Wielka Brytania (BPI)        | 2x platynowa płyta  | 1 200 000+ |
| Włochy (FIMI)                | platynowa płyta     | 70 000+    |

## Historia wydania
| Obszar          | Data             | Format                               | Wytwórnia      | Przypisy |
| --------------- | ---------------- | ------------------------------------ | -------------- | -------- |
| Cały świat      | 31 stycznia 2020 | digital download, media strumieniowe | Warner Records | [ 50 ]   |
| Wielka Brytania | 31 stycznia 2020 | contemporary hit radio               | Warner Records | [ 51 ]   |
| Australia       | 2 lutego 2020    | contemporary hit radio               | Warner Records | [ 52 ]   |
| Włochy          | 14 lutego 2020   | contemporary hit radio               | Warner Records | [ 53 ]   |